# پارک ملی آلپاین
پارک ملی آلپاین یک پارک ملی در منطقهٔ آلپاین ویکتوریای استرالیا است گستردگی آن ۶۴۶ هزار هکتار است و در شمال شرق ملبورن قرار دارد. آلپاین بزرگترین پارک ملی ویکتوریا است و بلندترین نقاط هایلندز شرقی در ویکتوریا را پوشش می‌دهد که از جمله می‌توان به کوه بوگنگ به بلندی ۱۹۸۶ متر اشاره کرد.